# 勒滕巴赫河 (佩格尼茨河支流)
49°29′10.56″N 11°14′4.00″E / 49.4862667°N 11.2344444°E

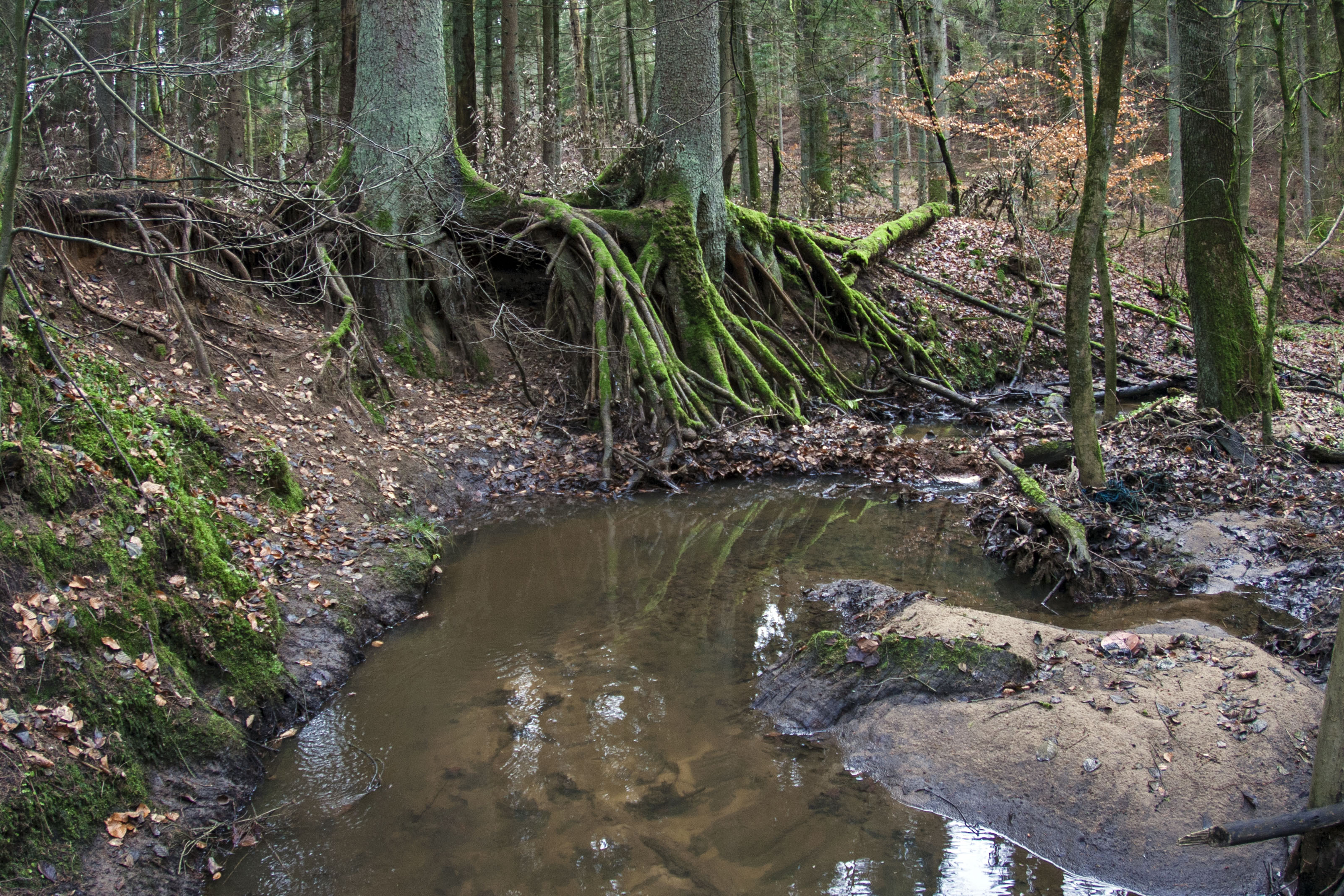

勒滕巴赫河是德國的河流，位於該國東南部，由巴伐利亞負責管轄，屬於佩格尼茨河的左支流，河道全長21.5公里，流域面積79平方公里，河口處在佩格尼茨河畔勒滕巴赫。